# Ursula Isbel
Ursula Isbel (auch: Ursula Dotzler-Isbel, Pseudonyme für Ursula Dotzler, * 2. April 1942 in München) ist eine deutsche Schriftstellerin und Übersetzerin.

## Leben
Ursula Isbel studierte nach der Schule vier Semester Modegrafik. Sie übte mehrere Jahre lang eine Bürotätigkeit aus und begann daneben mit dem Schreiben von Kindergeschichten für den Rundfunk. Seit 1969 veröffentlicht sie eigene Werke in Buchform. Nach Stationen in München und Staufen im Breisgau lebt sie heute als freie Schriftstellerin und Übersetzerin in Sulzburg.
Ursula Isbel verfasst vorwiegend Jugendliteratur für ein weibliches Lesepublikum; daneben übersetzte sie zahlreiche Jugendbücher aus dem Englischen und Schwedischen ins Deutsche.

## Werke
- Nur ein Flügelschlag, Veitshöchheim b. Würzburg 1969
- 68 Spiele für sonnige und verregnete Kinderfeste, München 1973 (unter dem Namen Ursula Dotzler)
- Humstibumsti, München [u. a.] 1974
- Nach all diesen Jahren, Frankfurt am Main 1974
- Sehnsucht nach der grünen Insel, München [u. a.] 1975
- Wer zaubert wie Amalia?, München [u. a.] 1975
- Amalia auf dem Hexenball, München [u. a.] 1976
- Irischer Frühling, Frankfurt/Main 1976
- Das Schloß im Nebel, München 1977
- Stimmen aus dem Kamin, München [u. a.] 1977
- Ein Schatten fällt auf Erlengrund, München [u. a.] 1978
- Das Haus der flüsternden Schatten, München [u. a.] 1979
- Das schwarze Herrenhaus, München [u. a.] 1980
- Nacht über Uhlenau, München [u. a.] 1981
- Neue Tiergeschichten, München [u. a.] 1982
- Der siebzehnte Sommer, München [u. a.] 1982
- Reiterhof Dreililien, München
  - 1. Das Glück dieser Erde, 1983
  - 2. Die Tage der Rosen, 1983
  - 3. Der Frühling des Lebens, 1983
  - 4. Der Sommer im Tal, 1984
  - 5. Alte Lieder singt der Wind, 1985
  - 6. Eine Welt für sich, 1986
  - 7. Heimweh nach den Pferden, 1987
  - 8. Wenn der Sommer geht, 1988
  - 9. Unter dem Frühlingsmond, 1988
  - 10. Wege in Schatten und Licht, 1994
- Warte, bis es dunkel ist, München [u. a.] 1984
- Lachen aus dem Dunkel, München [u. a.] 1985
- Unheimlich, München 1989
- Besuch im Butterblumental, München 1990
- Ferien im Butterblumental, München 1990
- Komm, wir gehn ins Butterblumental, München 1990
- Pferdeheimat im Hochland, München
  - 1. Schottischer Sommer, 1990
  - 2. Danny Boy, 1990
  - 3. Fionas Fohlen, 1990
  - 4. Wechselnde Pfade, 1992
  - 5. Winterstürme, Frühlingsluft, 1993
  - 6. Blühende Heide, 1995
  - 7. Mein Herz ist in den Highlands, 2001
- Willkommen im Butterblumental, München 1990
- Endlich daheim, München 1991
- Wiedersehen im Butterblumental, München 1991
- Als Fanny ihr Pony fand, München 1995
- Benny, München
  - 1. Aufbleiben, bis der Igel kommt, 1996
  - 2. Ausreißen oder bleiben?, 1996
  - 3. Endlich Ferien!, 1996
  - 4. Komm mit, Wuschel!, 1997
  - 5. Ein kleiner Hund braucht Hilfe, 1997
- Ich will nicht mehr!, München 1996
- Nelly, München
  - 1. Das schönste Pferd der Welt, 1996
  - 2. Die Ponys kommen, 1996
  - 3. Sommerwind und Hufgetrappel, 1996
  - 4. Ein Goldfuchs auf dem Hof, 1997
  - 5. Ein Gespenst geht um!, 1998
  - 6. Unser Fohlen Sammy Langbein, 1998
  - 7. Alle lieben Sammy, 1999
  - 8. Gefahr im Bärental, 1999
  - 9. Das einsame Pony, 2000
  - 10. Geburtstag mit Hindernissen, 2000
- Die Frau am Meer, München 1999
- Windsbraut, München 1999
- Das Haus der Stimmen, München 2000
- Schatten über Rose Hill, München 2000
- Mein Herz ist in den Highlands, München 2001
- Eulenbrooks Pferde, München 
  - Das Schattenpferd, 2002
  - Ruf der Freiheit, 2003
  - Schicksalsgefährten, 2003
- Rätsel der Vergangenheit, München 2002
- Burg Ravensmoor, Wien
  - 1. Pferdeabenteuer auf Burg Ravensmoor, 2006
  - 2. Flucht von Burg Ravensmoor, 2007
  - 3. Sturm über Ravensmoor, 2008
  - 4. Pferdeglück auf Ravensmoor, 2009
- Spuk in Grey Hill House, Wien 2006
- Sturmkind, München 2008
- Die Nacht der Feen, Wien 2009
- Der Zauber von Ashgrove Hall, Wien 2010
- Die Magie des Elbensteins, Wien 2011

## Herausgeberschaft
- Morgen kommt der Weihnachtsmann, München 1971 (herausgegeben unter dem Namen Ursula Dotzler)
- Sindbad, München [u. a.] 1978 (herausgegeben unter dem Namen Ursula Dotzler)
- Ida Bohatta: Das fröhliche Ida-Bohatta-Weihnachtsbuch, München 1983 (herausgegeben unter dem Namen Ursula Dotzler-Isbel)
- Ida Bohatta: Ein Osterhase hat’s nicht leicht, München 1984 (herausgegeben unter dem Namen Ursula Dotzler-Isbel)
- Deutsches Familienleben, Bayreuth 1984 (herausgegeben unter dem Namen Ursula Dotzler)

## Übersetzungen (unter dem Namen Ursula Dotzler)
- David A. Adler: C. J. und das Geheimnis der Dinosaurier-Knochen, München [u. a.] 1982
- David A. Adler: C. J. und das Geheimnis der fliegenden Untertassen, München [u. a.] 1982
- David A. Adler: C. J. und das Geheimnis der gestohlenen Diamanten, München [u. a.] 1981
- Monica Alm: Kiki erlebt aufregende Ponyferien, München [u. a.] 1976
- Monica Alm: Kiki gründet einen Ponyklub, München [u. a] 1975
- Monica Alm: Kiki mit dem Ponyklub auf der Gespensterparty, München [u. a] 1977
- Monica Alm: Kiki mit dem Ponyklub unterwegs, München [u. a.] 1975
- Monica Alm: Kiki plant ein Ponyfest, München [u. a.] 1976
- Anna-Lisa Almqvist: Du mußt gewinnen, Annika!, München [u. a.] 1980
- Anna-Lisa Almqvist: Ein Pferd für Annika, München [u. a.] 1978
- Christina Andersson: Unser Kindermädchen Jakob Donnerbart, München [u. a.] 1973
- Richard André: Die Reise in der Walnußschale, München 1980
- Kerstin Backman: Keine Angst vor Pferden, Sofie!, München [u. a.] 1982
- Kerstin Backman: Sofie träumt von einem Pferd, München [u. a.] 1981
- Kerstin Backman: Sofie und die Stute Sabrina, München [u. a.] 1981
- Kerstin Backman: Sofie und ihr Fuchs Jocke, München 1991
- Kerstin Backman: Sofies schönster Pferdesommer, München 1987
- Elisabeth Beresford: Das Geheimnis der grünen Flasche, München [u. a.] 1979
- Elisabeth Beresford: Das Geheimnis des seltsamen Hundes, München [u. a.] 1980
- Elisabeth Beresford: Das Geheimnis im dunklen Garten, München [u. a.] 1981
- Gunilla Bergström: Geld aus fremden Taschen, München [u. a.] 1976
- Gunilla Bergström: Wenn Vater fortzieht ..., München [u. a.] 1974
- Enid Blyton: Jojo und der Honigdieb, München 1983
- Enid Blyton: Tobi, unser frecher Dackel und andere lustige Geschichten, München [u. a.] 1973
- Enid Blyton: Unser Haus im hohlen Baum, München [u. a.] 1973
- Betsy Byars: Die geheimnisvolle Mondnacht, München [u. a.] 1984
- Maj Bylock: Mögen Frösche Gummibärchen?, München [u. a.] 1973
- Julie Campbell: Der Fall Heuschrecke, München 1983
- Julie Campbell: Das geheimnisvolle Samtkleid, München 1986
- Julie Campbell: Rätsel um ein grünes Auto, München 1985
- Julie Campbell: Trixie Belden entdeckt das Haus im Moor, München [u. a.] 1977
- Julie Campbell: Trixie Belden entlarvt den falschen Onkel, München [u. a.] 1973
- Julie Campbell: Trixie Belden hat sich geirrt, München [u. a.] 1975
- Julie Campbell: Trixie Belden rettet den Geheimklub, München [u. a.] 1975
- Julie Campbell: Trixie Belden sucht den weißen Geisterfisch, München [u. a.] 1977
- Julie Campbell: Trixie Belden und das Geheimnis der Smaragdkette, München [u. a.] 1979
- Julie Campbell: Trixie Belden und das Geheimnis in Arizona, München [u. a.] 1973
- Julie Campbell: Trixie Belden und der Fund im See, München 1982.
- Julie Campbell: Trixie Belden und der ungebetene Gast, München [u. a.] 1981.
- Julie Campbell: Trixie Belden und die verschwundene Erbin, München [u. a.] 1980.
- Julie Campbell: Trixie Belden verfolgt die Schafdiebe, München [u. a.] 1976.
- Richard Carpenter: Black Beauty, München [u. a.] 1976.
- Aidan Chambers: Gespenster geistern durch die Nacht, München [u. a.] 1978.
- Helen Chetin: Die geheimnisvolle Erdbeerfrau, München [u. a.] 1983.
- Catherine Cookson: Joe und das geerbte Pferd, München 1976.
- Patricia Coombs: Dorrie und das verhexte Haus, München [u. a.] 1974.
- Patricia Coombs: Dorrie und der Hexendoktor und eine andere Hexengeschichte, München [u. a.] 1974.
- Patricia Coombs: Dorrie und die himmelblaue Hexe, München [u. a.] 1973.
- Ann Mari Falk: Der beste Freund kann auch ein Mädchen sein, München [u. a.] 1974.
- Ann Mari Falk: Ich brauche dich und deine Freundschaft, F. Schneider, München [u. a.] 1976 und 1979, ISBN 3-505-07216-8.
- Ann Mari Falk: Jan wird ein prima Freund, München [u. a.] 1974.
- Britta Geierstam: Tina ist doch große Klasse, München [u. a.] 1974.
- Tulla Hagström: Petra, München
  - 1. Mein Pferd gibt es nur einmal, 1978
  - 2. Ein Traumpferd für Petra, 1978
  - 3. Überraschung auf dem Reiterhof, 1979
  - 4. Rette die Reitschule Petra!, 1980
  - 5. Die besten Reiterfreunde, 1987
  - 6. Petra und der Fohlenfrühling, 1988
- Edmund Wallace Hildick: MacGurk auf heißer Spur, München [u. a.] 1979
- Edmund Wallace Hildick: MacGurk jagt den Unsichtbaren, München [u. a.] 1980
- Victoria Holt: In der Nacht des siebenten Mondes, Bergisch Gladbach 1974
- Laura Lee Hope: Zwei mal zwei in einem Boot, München [u. a.] 1973
- William Johnston: Äffchen, spiel mit mir, München [u. a.] 1971
- William Johnston: Bobby Bär, tanz mit mir!, München [u. a.] 1972
- Jill Ross Klevin: Man ist nur einmal sechzehn, München [u. a.] 1983
- Viveca Lärn: Mein großer Freund von nebenan, München [u. a.] 1978
- Patricia Lauber: Der Flohzirkus ist weg, München [u. a.] 1973
- Lustige Geschichten von Ernie und seinen Freunden, München 1973
- Irene Makin: Ein Mädchen mit Mut, München [u. a.] 1974
- Irene Makin: Ein Mädchen zum Pferdestehlen, München [u. a.] 1984
- Irene Makin: Die Rettung der Ponys, München 1987
- Irene Makin: Das Tal der Ponys, München [u. a.] 1981
- Mio Martinell: Das Wunder am Erbsensuppen-Tag, München [u. a.] 1976
- Lilian Moore: Paffy ringelt durch die Schule, München [u. a.] 1974
- Lilian Moore: Unsere Rosinante ist nicht gern allein, München [u. a.] 1973
- Neue Abenteuer in der Sesamstraße, München 1973
- Thea Oljelund: Polly, München
  - 1. Polly bekommt ein Pferd, 1986
- Lisbeth Pahnke: Ein Pferdehof in Schweden, München [u. a.] 1985
- Nancy Prevo: Vom Umgang mit unmöglichen Hunden und wunderlichen Katzen, München 1980
- Christine Pullein-Thompson: Pferdehof „Zum Schwarzen Pony“, München
  - 5. Der große Sturm, 1990
  - 6. Das schönste Fest, 1991
- Christine Pullein-Thompson: Die Stunde der Pferde, München 1986
- Maj Rehbinder: Bess siegt auf ihrem Pony, München [u. a.] 1974
- Ester Ringnér-Lundgren: Bleib wie du bist, Lisa, München [u. a.] 1979
- Ester Ringnér-Lundgren: Du bist Klasse, Lisa, München [u. a.]1980
- Ester Ringnér-Lundgren: Gib nicht auf, Lisa, München [u. a.] 1979
- Ester Ringnér-Lundgren: Typisch Lisa, München [u. a.] 1982
- Bernt Rosengren: Kai und Schlingel, München [u. a.] 1974
- Inger Sandberg: Ein Leopardenfell macht noch keinen Tarzan, München [u. a.] 1974
- Margery Sharp: Der Stein der Keuschheit, Bergisch Gladbach 1975
- Marianne Söderbäck: Knutte kämpft für Knutte, München [u. a.] 1975
- Joyce Stranger: Zwei unzertrennliche Freunde, München [u. a.] 1974
- Kerstin Sundh: Ein ganz besonderer Sommer, München 1987
- Jill Tomlinson: Das Kätzchen, das nach Hause wollte, München [u. a.] 1974
- Jill Tomlinson: Das Kätzchen Fanny gewinnt den ersten Preis, München [u. a.] 1975
- Thomas Tryon: Der Kult, Bergisch Gladbach 1974
- Joanne Webster: Wünsche haben zwei Gesichter, München [u. a.] 1979
- Barbro Werkmäster: So kriegst du eine Gänsehaut, München [u. a.] 1977
- Gahan Wilson: Gahan Wilsons schwarzer Humor, München 1980
- Åke Wintzell: Hunde, meine große Liebe, München [u. a.] 1976 (übersetzt zusammen mit Kirsten-Inke Pedersen)